# Otto Szász
Otto Szász (né le 11 décembre 1884 à Alsószúcs en Empire d'Autriche et mort le 19 décembre 1952 à Cincinnati dans l'Ohio) est un mathématicien hongrois qui s'est consacré à l'analyse.

## Biographie
Szász a étudié d'abord à Budapest puis de 1907 à 1908 à l’université de Göttingen, et a soutenu sa thèse en 1911 à l’Université de Budapest sous la direction de Léopold Fejér. À Göttingen, il avait suivi les cours de David Hilbert, Felix Klein, Hermann Minkowski, Otto Toeplitz, Gustav Herglotz, Woldemar Voigt et Ludwig Prandtl. En 1911, il obtint le titre de privat-docent à Budapest et de 1911 à 1914, il fréquenta les universités de Munich, de Paris et de Göttingen. En 1914, il était privat-docent de l’université de Francfort-sur-le-Main et il y devint professeur titulaire en 1920. Chassé de son poste par les nazis en 1933, il émigra aux USA où, sur recommandation de Norbert Wiener, il fut recruté comme maître de conférences par le MIT et l’université Brown. En 1936, il obtenait une chaire de mathématiques à l’université de Cincinnati, où il passa le reste de sa carrière, à l'exception d'une année sabbatique à l’Institut d'analyse numérique de l’Université de Californie à Los Angeles.
Szász résolut plusieurs des problèmes qu'Oskar Perron avait énoncés dans son traité des fractions continues, simplifia la démonstration que Müntz avait donnée de l'énoncé de Bernstein sur l'approximation des fonctions continues (« approximation des fonctions continues sur l’intervalle [0,1] par des fonctions puissance dont les exposants forment une suite positive dont la série des inverses diverge ») et d'un problème d’Edmund Landau relatif au maximum des sommes partielles de séries de puissances. Il s'intéressa aussi aux séries de Fourier (théorèmes taubériens, phénomène de Gibbs).

## Œuvres
- Lipisch (éd.): Collected Works of Otto Szász. University of Cincinnati Press, 1955 (env. 1500 pages).
- (de) Sur les séries de Fourier, in  Jahresbericht der Deutschen Mathematiker-Vereinigung, vol. 32, 1923.
- Über die Approximation stetiger Funktionen durch lineare Aggregate von Potenzen. Mathematische Annalen, vol. 77, 1916, p. 482 : démonstration de la conjecture de S. Bernstein.